# Inden
Inden é uma comuna da Suíça, no Cantão Valais, com cerca de 111 habitantes. Estende-se por uma área de 9,9 km², de densidade populacional de 11,3 hab/km².  Confina com as seguintes comunas: Albinen, Leuk, Leukerbad, Mollens, Varen. 
A língua oficial nesta comuna é o Alemão.